# 효리네 민박
《효리네 민박》은 JTBC에서 방영되었던 텔레비전 프로그램이다.

## 기획 및 방송
이효리, 이상순 부부가 출연하는 여름의 제주도를 담은 첫 시즌 에피소드가 2017년 6월 25일부터 방영되었고, 2017년 8월 21일 시청률조사회사 닐슨 코리아의 집계에 따르면 8월 20일 방송된 ‘효리네 민박 시즌1’ 9회 방송분은 10.0%의 전국일일시청률을 기록했다. 이는 ‘효리네 민박 시즌1’의 자체최고시청률이자, 또한 JTBC 역대 예능 프로그램 중 최고 시청률을 기록하기도 했다. 이전의 JTBC 역대 예능 최고 시청률을 기록한 프로그램은 《히든싱어 2 - 왕중왕전》으로 8.71%의 시청률을 기록한 바 있다.
봄에 촬영됐던 시즌1과 달리 시즌2에서는 겨울의 제주도를 담아 2018년 2월 4일부터 두 번째 시즌 에피소드가 방영되었다. 2018년 3월 19일 시청률조사회사 닐슨 코리아의 집계에 따르면 3월 18일 방송된 ‘효리네 민박 시즌2’ 7회 방송분은 10.8%의 전국일일시청률을 기록했다. 이는 시즌2 최고 기록으로 종전 최고 기록이었던 '효리네 민박' 시즌1의 9회 방송분(10.0%) JTBC 예능 역대 기록도 깬 기록이다. 또 ‘효리네 민박 시즌2’은 겨울편 연장선으로 2018년 3월 19일부터 봄을 배경으로 한 2차 촬영을 시작하여, 시청자들에게 ‘봄날의 제주도’를 선사했다.
시즌2ᅟ 종영 이후 사생활 침해 문제로 인해 JTBC에 집을 매각하였고, 매입된 집은 박준형을 중심으로 한 예능 와썹맨 민박 in 제주 촬영지로 사용된다.

## 방송 일정
| 시즌 | 방송 기간                         | 방송 시간                 | 방송 횟수 |
| ---- | --------------------------------- | ------------------------- | --------- |
| 1기  | 2017년 6월 25일 ~ 2017년 9월 24일 | 일요일 밤 9시 ~ 10시 40분 | 14부작    |
| 2기  | 2018년 2월 4일 ~ 2018년 5월 20일  | 일요일 밤 9시 ~ 10시 40분 | 16부작    |

## 출연진
| 시즌  | 민박집 주인    | 아르바이트생 |
| ----- | -------------- | ------------ |
| 시즌1 | 이효리, 이상순 | 아이유       |
| 시즌2 | 이효리, 이상순 | 윤아, 박보검 |

## 에피소드

### 시즌1
| 번호 | 제목                       | 본 방송 날짜    |
| --- | -------------------------- | --------------- |
| 01 | "오픈 임박"                | 2017년 6월 25일 |
| 아름다운 제주 여행에 특별한 추억을 만들어 주는 곳 효리&상순 부부가 실제 사는 집에서 무료(無料)민박을 운영하다! 민박집 운영 계획부터 살림살이 정리까지! 체크 또 체크! <효리네 민박> 오픈 D-1, 민박집 취업을 위해 면접을 보는 아이유(지은). 드디어 대망의 <효리네 민박> 오픈 날! 손님맞이 직전, 긴장과 설렘을 안고 정신없이 바쁜 효리&상순 부부. |                            |                 |
| 02 | "첫 손님 도착"             | 2017년 7월 2일  |
| 드디어 민박집의 초인종을 누른 첫 번째 손님! 폭풍 같이 체크인을 마치고 관광을 나간 손님들! 그리고! 강아지 미용부터 장보기까지, 밀린 업무를 해결하는 부부의 바쁜 하루! 한편, 몸집보다 큰 캐리어를 끌고 <효리네 민박>으로 향하는 아이유! 민박집을 울리는 초인종 소리에 인터폰 화면을 확인하고, 놀라며 뛰어나가는 효리와 버선발로 반겨주는 상순! 그리고 손님은 라면을 먹다가 아이유가 왔다는 소식에 깜짝놀라 라면을 제대로 먹지 못하는 상황이 발생하곤 한다. 아이유가 시즌1에서 제주도를 보여주는 역할을 하곤 했다. |                            |                 |
| 03 | "오픈 2일 차"              | 2017년 7월 9일  |
| 드디어 민박집에 첫 출근 도장을 콕! 찍은 지은(아이유)! 회장님과 사장님의 버선발 환영도 잠시... 초 밀착 면접이 진행되고, 숨 돌릴 틈 없이 본격적으로 민박집 일을 하나 둘씩 배우기 시작하는데~ 첫 번째 업무는 바로 커피 만들기! 여행의 꽃! 바비큐파티가 열린 민박집의 밤! 그리고 아이유가 스케줄을 보러 잠깐 서울로 떠난사이 스케줄이 끝나기전까지 기다린 상순 효리 결국은 아이유가 서울에서 다시 제주도에 도착하기까지 시간은 10시간 30분엄청난거리였다. 그리고 다음 날! 민박집 영업 3일차! 북적북적했던 오전을 보내고 효리표 떡볶이로 점심식사! 나른한 오후를 보내던 효리와 상순, 그리고 지은.                                                                                         |                            |                 |
| 04 | "오픈 3일 차"              | 2017년 7월 16일 |
| 효리네 민박 영업 셋째 날! 민박객을 위한 첫 픽업 서비스를 나간 상순! 효리가 매일 빠트리지 않는 일과! ‘강아지 산책시키기’ 오늘은 직원 지은이가 함께 첫 외출에 나서는데~ 효리는 열일하는 직원 지은이를 위해 노을 감상과 함께 특급 연애상담까지 해주는데..! 처음으로 손님이 차려주는 집밥을 먹게 된 효리&상순&지은의 행복한 저녁식사. 부른 배를 두들기며 오늘도 어김없이 모닥불 앞으로 집합! |                            |                 |
| 05 | "오픈 4일 차"              | 2017년 7월 23일 |
| 민박집 영업 4일차! 아침이 밝아오고~ 주방에서 분주하게 요리하는 효리 회장! 민박객들을 위한 맞춤형 음식을 준비하는데~ 한 지붕 아래 세 명의 뮤지션! <효리네 민박> 주제곡 작업?! 지금 이 순간만큼은 민박집 직원이 아닌 뮤지션 모드! 평화로운 오후를 즐기던 민박집 세 사람! 오픈카를 탄 오렌지족(?) 남자들이 체크인?! 민박집 모든 공간은 이미 손님들로 꽉 차 있는 상황! 하지만 “백 명도 문제없어!” 각오를 다지는 직원들! |                            |                 |
| 06 | "오픈 5일 차"              | 2017년 7월 30일 |
| 민박집 영업 5일차! 오늘은 지은이 서울 가는 날! 효리는 오랜만에 무대에 올라갈 지은을 위해 조기 퇴근을 시켜서 컨디션 조절을 해주고, 특훈(?)을 통해 체력까지 키워주는데... <효리네 민박> 오픈 이후, 최다 손님 체크인! 그 어느 때보다 손님들로 북적이는 모닥불 앞, 처음 만났지만 여행의 설렘 속에서 금세 친해지는 민박객들! |                            |                 |
| 07 | "오픈 6일 차"              | 2017년 8월 6일  |
| 민박집 영업 6일차! 손님들이 눈을 비비며 하나 둘 일어나고 효리 회장님의 요가수업에는 역대 최다인원이 출~석!! 한편, 서울에서 미리 연습했던 단호박수프를 만드는 지은! 오늘은 손님들과 함께 오후를 보내는 민박집 직원들! 손님들이 준비해준 특별한 식사메뉴로 분위기는 화기애애~ |                            |                 |
| 08 | "오픈 7일 차"              | 2017년 8월 13일 |
| 민박집 영업 7일차! 이른 아침부터 주방으로 모인 민박집 직원들! 오늘 떠나는 손님들을 위해 특별한 조식을 만들기 시작하고~ 북적북적했던 손님들이 모두 떠나고, 텅 빈 민박집. ‘오늘은 <효리네 민박>에 예약된 손님이 없습니다!’ 오픈 이래, 첫 휴가소식에 직원들은 기쁨 반, 걱정 반! 민박집 직원들의 첫 휴가맞이 외출! 과연, 그 모습은? 꿀 휴가가 지난 다음날, 영업 8일차를 맞은 <효리네 민박>! 새로운 손님맞이를 위한 대청소를 시작하고, 직원들은 이불 빨래부터 침구 정리까지! 바쁘게 움직이는데~ |                            |                 |
| 09 | "오픈 8일 차"              | 2017년 8월 20일 |
| 민박집 영업 8일차! 오랜만에 울리는 초인종 소리! 젊은 20대 부부 체크인 소식에 효리는 반갑지만, 부부들 사이에서 혼자인 지은이는 외롭다! 하지만 짝 없는 지은이 앞에 나타난 또 다른 손님! 영업개시에 열정 가득! 의욕 충만한 직원들! 민박집 오픈 이래, 처음으로 내리는 비! 그리고 추적추적 비가 내리는 다음 날 아침! 사고(?) 현장을 발견한 상순은 표정이 심각해지고.. 뒤따라 일어난 효리도, 출근한 지은이도 멘붕상태! 긴급 직원회의까지 소집하며, 대책을 찾는 직원들! 민박집 휴업 위기? |                            |                 |
| 10 | "오픈 9일 차"              | 2017년 8월 27일 |
| 민박집 영업 9일차! 아침부터 비가 내리던 제주도! 비 때문에 여행계획이 틀어진 손님과 함께 쇼핑을 나간 효리와 지은! 한편, 민박집에서 손님을 위한 특별 수업시간을 갖는 상순! 다음날 아침! 오늘은 상순이 머리하는 날! 아침부터 분주하게 사장님의 머리 손질을 준비하는 미용사 손님! 다시 울리기 시작한 직원들의 전화벨소리! 오랜만에 단체 손님들 체크인 소식에 바짝 긴장하고, 초심으로 돌아가 각오를 다지며 준비하는 직원들! |                            |                 |
| 11 | "오픈 10일 차"             | 2017년 9월 3일  |
| 영업 10일차에 접어든 <효리네 민박>. 손님들이 여행을 떠난 사이, 각자의 업무를 보는 직원들! 다음날, 청소하다 말고 제대로 한판 붙은 뮤지션 부부?! 한편, 수도에 문제가 생겨 물을 콸콸 쓸 수 없는 민박집! 집안일 마무리를 위해 친언니의 집을 찾아간 효리! 손님들이 쓸 수건 빨래부터 친언니표 집밥으로 식사까지 해결하고, 효리 이모는 오랜만에 조카들과 함께 놀아주는데~ 효리의 친언니 집 방문기! |                            |                 |
| 12 | "오픈 11일 차"             | 2017년 9월 10일 |
| 민박집 오픈 12일차! 지은이의 빈자리를 대신해 조식준비를 돕는 손님들! 햇살이 따뜻한 오후, 새로운 손님맞이로 바쁜 효리&상순! 능숙하게 준비를 마치자마자 연달아 도착하는 새 손님들! 활기찬 뉴 페이스들로 민박집의 분위기는 더욱 밝아지고~ 영업 이래, 최초로 열린 실내 막걸리 파티! 한편, 미국에 도착해서 동생 졸업식에 참석하고, 가족들과 오붓한 시간도 보내는데~ 하지만 머나먼 타지에서도 제주를 떠올리며 그리워하는 지은! 그리고 다음 날, 손님들과 오붓한 시간을 보내던 효리&상순! 고기와 함께 대화가 무르익을 무렵, 기다리던 지은이가 돌아왔다! 양손에 선물을 가득 들고 민박집으로 뛰어 들어오는 지은!                                                                               |                            |                 |
| 13 | "오픈 12일 차"             | 2017년 9월 17일 |
| <효리네 민박> 영업 12일차 아침! 오늘은 특별히 요리를 잘하는 손님과 함께 조식을 준비하는 지은! 기분 좋게 배를 채운 민박객들은 여행하러 출~발! 한가한 오후, 특별한 외출에 나선 직원들! 영업종료 D-1일! 오늘은 드디어 효리X지은 송이 완성 되는 날! 바로 뮤지션 모드로 돌입해서 진지하게 작업을 시작하는데~ 하나 둘 작업실로 모여 각자 입 풀고 몸 푸는 직원들! 손님들이 모두 잠든 밤, 다이닝룸에 모인 직원들! 이별을 앞두고 아쉬운 마음을 감추지 못하는 세 사람! 처음이자 마지막으로 세 사람의 술자리가 열리고, 그동안 서로에게 못다 한 속마음과 아쉬움을 털어놓는데~ |                            |                 |
| 14 | "오픈 13일 차 (영업 종료)" | 2017년 9월 24일 |
| <효리네 민박> 오늘은 영업 마지막 날! 여느 때와 다름없이 시작되는 민박집의 아침! 늘 그랬듯 하나 둘 눈을 뜨는 손님들과 어김없이 지은이의 요리로 완성되는 아침식탁! 열세 번째 마지막 손님들까지 전원 체크아웃! 북적북적했던 손님들이 모두 떠나고 텅 빈 민박집! 그리고 직원 지은이의 마지막 퇴근! 효리&상순 부부를 따라 동물 가족들까지 모두 나와 마지막 퇴근길에 작별인사를 하는데~ 효리&상순 손에 편지를 꼭 쥐어주고 떠나는 지은! 소파에 앉은 부부는 조용히 지은이의 편지를 읽기 시작하는데... 지은이와의 이별.. 그리고 편지! 버라이어티한 손님들이 머물렀던 <효리네 민박>! 그 이별의 아쉬움을 달래기 위해 준비한 스페셜 영상! 비하인드 스토리부터 손님들의 리얼한 민박 후기까지 공개! |                            |                 |

### 시즌2
| 번호 | 제목                                      | 본 방송 날짜    |
| --- | ----------------------------------------- | --------------- |
| 01 | "오픈 임박"                               | 2018년 2월 4일  |
| 효리&상순 부부가 제주의 하얀 겨울을 담아 다시 한 번 민박집을 열다! 오픈 D-1, 오늘은 민박집에 꼭 필요한! 새로운 직원이 오는 날! 직원 윤아의 민박집 첫 출근! 윤아도 피해 갈 수 없는 효리 회장님과 상순 사장님의 면접 타임! 그리고면접에서 에이프릴 이나은이 걸릴려고 했지만 윤아가 거의 면접서 확정돼서 윤아에 출연이 공식확정되었다. 만약에 이나은이였다면 프로그램 자체가 재미있을 수 있었다.윤아가 오고 정은지도 면접에서 통과하며 오게 되었다. 드디어 겨울 민박 오픈 일! 손님맞이를 앞두고 마무리 점검과 청소까지 꼼꼼하게 완료! 그리고 오픈 날에 빠질 수 없는 꽃단장! 효리&상순 부부는 예쁜 옷으로 갈아입고 첫 손님을 기다리는데~             |                                           |                 |
| 02 | "오픈 1일차, 첫 손님 도착"                | 2018년 2월 11일 |
| ‘잘 먹이고 잘 재우기’ 운영지침을 걸고 다시 문을 연 <효리네 민박2> 드디어 오픈 날! 그리고 첫 번째 손님의 등장! 설레는 마음으로 손님을 맞이한 임직원들! 처음으로 손님을 맞이해 긴장한 윤아! 영업 2일 차! 제주의 날씨는 변화무쌍! 급기야 재난문자로 시작하는 아침! 윤아의 첫 조식 만들기! 효리&상순 부부의 야심작! 뜨끈한 노천탕까지 개시하는데~ |                                           |                 |
| 03 | "오픈 2일 차, 3일 차"                     | 2018년 2월 18일 |
| 민박집 영업 2일 차! 종잡을 수 없이 오락가락한 제주 날씨! 비행기 지연이 속출하는 가운데, 제주에 도착한 새 손님들! 설레는 마음으로 손님을 맞이한 임직원들! 그리고 겨울 민박의 또 다른 야심작! ‘게르’ 첫 개장! 민박집 영업 3일 차 아침! 간밤에 폭풍처럼 내린 폭설은 여전히 그칠 줄 모르고... 민박집을 울리는 요란한 재난경보! 천재지변으로 영업 이래 최대 위기에 놓인 임직원들! |                                           |                 |
| 04 | "오픈 3일 차"                             | 2018년 2월 25일 |
| 민박집 영업 3일 차! 새벽부터 내린 폭설로 인해 재난경보 발령! 꽁꽁 언 언덕길 때문에 고립 위기에 처한 손님들! 엎친 데 덮친 격으로 식량도 바닥나고 있고, 노천탕 수도관까지 꽁꽁 얼었는데... 고립, 기근, 동파! 재난 3단 콤보를 맞게 된 민박집! <효리네 민박> 일일 만두 빚기 교실 오픈! 장인 포스! 현란한 손기술로 착착 빚어내는 상순과 예쁜 모양으로 야무지게 만드는 효리! 그리고 정석대로 정갈하게 빚어내는 윤아까지! 손님들도 상순 선생의 가르침을 받아 빚어보는데... |                                           |                 |
| 05 | "오픈 3일 차, 4일 차"                     | 2018년 3월 4일  |
| 영업 3일 차! 직원 윤아의 잇 아이템, 미러볼부터! 손님이 가져온 핫 아이템, 노래방 마이크까지?! 잠자고 있던 효리의 댄스본능을 끌어내는데... 한편, 영업 이래 최초 한밤중 체크인! 폭설로 인한 항공 결항과 지연을 모두 뚫고, 서울에서 제주까지! 12시간 만에 민박집에 도착한 새 손님! 영업 4일 차, 모두가 잠들어 있는 고요한 아침! 그 적막을 깨는 요란한 노랫소리가 울려 퍼지고 필 받은 효리는 손님들을 위해 특급 기상송을 부르는데... 어김없이 체크아웃 시간이 다가오고 임직원들은 아쉬운 포옹과 함께 손님들을 배웅하는데 그 헛헛한 마음을 꽈~악! 채워줄 새로운 손님들 등장! 최다인원 체크인에 돌처럼 굳어버린 임직원들!                               |                                           |                 |
| 06 | "오픈 4일 차, 5일 차"                     | 2018년 3월 11일 |
| 영업 4일 차! 손님들로 북적이는 민박집의 오후! 손님들은 폭설 때문에 계획했던 외출이 불가능한 상황! 그런 손님들을 위해 번뜩이는 아이디어를 낸 임직원들! 상순의 장작 패기 체험과 효리의 앞마당 눈썰매까지! 손님들과 함께 하는 민박집의 오후! 영업 5일 차! 드디어 눈이 그치고, 맑아진 날씨! 아침부터 따뜻한 식사를 준비하는 환상의 요리 복식조 효리와 윤아! 배를 든든히 채운 손님들은 외출 준비를 하기 시작하는데... 그때, <효리네 민박>으로 향하는 알바생 보검! 민박집을 울리는 초인종 소리에 인터폰을 확인하고 두 눈을 의심하며 버선발로 뛰어나가는 임직원들!                                                                                      |                                           |                 |
| 07 | "오픈 5일 차"                             | 2018년 3월 18일 |
| 영업 5일 차, 날씨 맑음! 민박집도 밝음! 며칠간 쌓인 눈 때문에 택시를 못 잡은 뚜벅이 손님들이 발만 동동 구르고 있을 때! 적극적으로 나서는 보검! 그리고, 디제잉 공연하러 서울 가는 상순 사장님은 공항으로! 출근과 동시에 중대한 업무인 운전 서비스를 맡게 된 보검! 깊어지는 저녁, 손님들과 시간을 보내는 임직원들! 저녁 메뉴는 각종 채소와 해산물을 곁들인 월남쌈! 한편, 컨디션 난조에도 민박집 운영을 위해 꾹 참아왔던 효리 회장님의 건강에 빨간불이 들어오고... 몸이 안 좋은 회장님과 서울 간 사장님의 빈자리를 채우기 위해 더욱 최선을 다해 손님들을 챙기는 윤아와 보검!                                                                         |                                           |                 |
| 08 | "오픈 5일 차, 6일 차"                     | 2018년 3월 25일 |
| 영업 5일 차, 오늘도 무사히 소등 완료한 민박집! 서울 간 사장님을 대신해 효리와 작업실에서 자기로 한 윤아! 그리고 늦은 밤 퇴근하는 보검! 제주에서 보내는 직원 보검의 첫날 밤! 영업 6일 차, 눈부신 햇살! 맑은 제주의 아침! 출근하자마자 부지런히 조식을 준비하는 윤아와 보검! 직원들의 환상 케미로 완성된 떡국을 맛있게 먹는 손님들! 한편, 서울에서 일을 마치고 돌아오는 상순 사장님! 손님들이 떠나고, 민박집에 찾아온 휴식시간! 오랜만에 조용한 식사를 즐기며, 여유로운 시간을 보내는 임직원들! |                                           |                 |
| 09 | "오픈 6일 차, 7일 차"                     | 2018년 4월 1일  |
| 영업 6일 차! 그동안 바쁘게 일한 직원들은 산책을 나서는데... 석양이 지고 고요한 민박집, 저녁 식탁이 완성되고 도란도란 이야기를 나누는 임직원만의 오붓한 식사시간! 식사를 마친 뒤, 작업실에 둘러앉은 네 사람! 작업실에서 펼쳐지는 즉석 컬래버레이션! 민박집 손님들이 모두 귀가한 저녁 시간! 다 같이 거실에서 간식을 먹으며 이야기를 나누던 와중, 효리 회장님이 마피아 게임을 제안하는데... 영업 7일 차, 화사한 햇살이 가득한 아침! 사슴 남매 윤아와 보검의 활기찬 출근길! |                                           |                 |
| 10 | "오픈 7일 차"                             | 2018년 4월 8일  |
| 영업 7일 차! 셀프 웨딩촬영 하러 온 손님을 위해 발 벗고 나선 효리와 상순! 민박집 마당에서 펼쳐지는 웨딩 촬영의 현장! 오늘은 보검이 떠나는 날! 소원을 말해봐~! 보검의 버킷리스트를 위해 움직이는 효리 회장님! 서서히 어둠이 깔리고 저녁이 찾아온 민박집! 그동안 많이 도와준 보검에게 고마운 마음을 담아 팔을 걷어붙이고 고난도의 특별한 요리를 선보이는 윤아! 그렇게 보검이와의 마지막 저녁 식사도 끝이 나고, 이제 민박집을 떠나는 보검이를 배웅해야할 시간! |                                           |                 |
| 11 | "오픈 8일 차, 9일 차 (겨울 영업 종료)"    | 2018년 4월 15일 |
| 영업 8일 차! 조식을 만들기 위해 비장의 잇 아이템을 꺼낸 윤아! 아침 식사를 든든하게 마치고 외출을 나간 손님들! 임직원들은 빗소리와 함께 여유로운 오후를 보내는데... 내일 체크아웃할 손님들을 위해 팔을 걷어붙이고 해산물부터 고기까지! 정성스레 한 상 차린 임직원들! 영업 9일차! 손님들을 위해 아침 요가수업을 하는 효리! 뻣뻣한 손님부터 새롭게 요가 재능을 발견하는 손님까지! 모두가 체력을 단련하는 동안 조식으로 오차즈케를 만드는 윤아! 따뜻한 밥을 대접하고 아쉬운 작별인사와 함께 손님들을 떠나보내는 임직원들! 그렇게 겨울 손님들이 떠나고, 노란 유채꽃과 함께 찾아오는 제주의 봄!                                                        |                                           |                 |
| 12 | "오픈 1일차, 첫 손님 도착 (봄 영업 시작)" | 2018년 4월 22일 |
| 따뜻한 햇살을 받으며 꽃들이 가득 피어나는 봄의 제주! 푸른 새싹과 함께 다시 활짝 문을 연 <효리네 민박>! 부지런히 손님맞이 준비를 시작하는 임직원들! 때마침, 민박집의 초인종을 누른 봄의 첫 손님! 첫 외국인 손님 체크인에 당황했던 것도 잠시, 여유롭게 자기소개부터 웰컴드링크까지 척척 하는 임직원들! 설렘 가득한 <효리네 민박> 봄 손님맞이! 그 모습은? 두 번째 손님들도 체크인을 마치고 오랜만에 실력 발휘하는 효리 회장님과 직원 윤아! 식사를 마친 늦은 저녁, 민박집에 울려 퍼지는 기타 소리! 상순 사장님의 기타에 맞춰 효리와 윤아, 손님도 함께 리듬을 타며 추억의 노래에 빠져드는 흥겨운 밤! 손님과 함께하는 봄 민박집의 첫날밤! 그 분위기는? |                                           |                 |
| 13 | 2018년 4월 29일                           |                 |
| 14 | 2018년 5월 6일                            |                 |
| 15 | 2018년 5월 13일                           |                 |
| 이제 마지막 최종회때였고 박보검이 민박집을 떠나고 윤아만 남아있는 상태서 효리와 상순이 윤아를 위해 시즌1에서 했던 아이유에게 뮤직비디오를 선사한것처럼 윤아도 이대로 보낼수없어 효리 상순이 뮤직비디오를 제작해서 보여준게 감동적이었다고 윤아는 밝혔다. |                                           |                 |

## 시청률

### 2017년 시즌 1
| 회차 | 방송일   | 전국(AGB 닐슨) | 수도권(AGB 닐슨) |
| ---- | -------- | -------------- | ---------------- |
| 1    | 6월 25일 | 5.8%           | 6.4%             |
| 2    | 7월 2일  | 6.2%           | 7.3%             |
| 3    | 7월 9일  | 7.0%           | 8.1%             |
| 4    | 7월 16일 | 6.7%           | 7.6%             |
| 5    | 7월 23일 | 7.2%           | 8.0%             |
| 6    | 7월 30일 | 6.2%           | 6.4%             |
| 7    | 8월 6일  | 7.5%           | 8.6%             |
| 8    | 8월 13일 | 7.5%           | 8.1%             |
| 9    | 8월 20일 | 10.0%          | 11.1%            |
| 10   | 8월 27일 | 7.8%           | 8.2%             |
| 11   | 9월 3일  | 8.2%           | 8.9%             |
| 12   | 9월 10일 | 8.4%           | 9.8%             |
| 13   | 9월 17일 | 8.1%           | 9.2%             |
| 14   | 9월 24일 | 8.1%           | 9.5%             |

### 2018년 시즌 2
| 회차 | 방송일   | 전국(AGB 닐슨) | 수도권(AGB 닐슨) |
| ---- | -------- | -------------- | ---------------- |
| 1    | 2월 4일  | 8.0%           | 9.1%             |
| 2    | 2월 11일 | 7.7%           | 9.0%             |
| 3    | 2월 18일 | 4.7%           | 5.2%             |
| 4    | 2월 25일 | 6.7%           | 7.6%             |
| 5    | 3월 4일  | 7.1%           | 8.1%             |
| 6    | 3월 11일 | 9.2%           | 11.2%            |
| 7    | 3월 18일 | 10.8%          | 12.2%            |
| 8    | 3월 25일 | 8.3%           | 10.2%            |
| 9    | 4월 1일  | 7.2%           | 8.7%             |
| 10   | 4월 8일  | 7.4%           | 8.9%             |
| 11   | 4월 15일 | 6.5%           | 7.3%             |
| 12   | 4월 22일 | 6.9%           | 7.6%             |
| 13   | 4월 29일 | 5.8%           | 6.3%             |
| 14   | 5월 6일  | 5.9%           | 6.2%             |
| 15   | 5월 13일 | 5.6%           | 6.0%             |
| 16   | 5월 20일 | 3.4%           | 3.6%             |

- 2018년 2월 18일 3회 방송분은 2018 평창동계올림픽 여자 스피드스케이팅 500M 경기 생중계와 동시간에 방송 되었다.
- 2018년 2월 25일 4회 방송분은 2018 평창동계올림픽 폐막식 생중계와 동시간에 방송 되었다.

## 기타
- 2017년 7월 18일 제작진은 JTBC 공식 페이스북을 통해 "최근 ‘효리네 민박’을 사칭해서 민박 예약을 받는 사례가 발생하고 있습니다"며 “현재 효리네 민박은 모든 촬영을 마친 상태로 추가 민박객 모집은 진행하고 있지 않습니다”라고 밝혔다.[5]
- 2017년 8월 18일 이상순이 페이스북 계정을 통하여 사생활 침해의 고통을 호소하며, 제주도 자택의 방문을 자제해 달라고 요청하였다.[6]
- ‘효리네 민박 시즌1’은 당초 12회를 예상하고 제작되었으나 이후 편집 사정에 따라 14회(2017년 9월 24일)까지 방영하기로 결정했다. 이에 대해 제작진은 “지난 5월에 2주간의 촬영을 진행했는데 8월 27일 방송에서 약 14일 중 '10일차의 오후'쯤이 방송에 나갔다. 그 양상에 따라 당초 예상보다 2회가 늘어난 것”이라고 입장을 밝혔다. 또한 마지막 14회를 스페셜로 꾸며 메이킹 영상이나 비하인드 스토리, 미방분을 공개했다.[7]

## 수상
- 2017년 ‘2017 올해의 브랜드 대상’ 시상식 올해의 욜로 예능부문
- 2017년 방송통신심의위원회 이달의 좋은 프로그램(2017년 9월)
- 2018년 2018 방송통신위원회 방송대상 우수상
- 2018년 제54회 백상예술대상 TV부문 예능작품상

2020년 세계 최고의 버라이어티 우승상
2019년 재미있게 시청자들에게 보여준 아이유와 윤아 박보검, 정담이와 함께 보내는 시간이있었기에 효리네민박 프로그램 버라이어티 우승부문을 차지했다.

## 같이 보기
- 캠핑클럽